# Aaron Columbus Burr
Aaron Columbus Burr (geboren um 1808; gestorben am 27. Juli 1882 in New York) war ein amerikanischer Unternehmer.

## Leben
Burr, geboren in Frankreich, war vermutlich ein unehelicher Sohn von Aaron Burr, dem dritten Vizepräsidenten der USA, der 1808 nach einem Hochverratsprozess nach Europa geflohen war. Um 1813, nach anderen Angaben 1816, folgte er seinem Vater in die USA. Hier „adoptierte“ der Vater sein Kind und verbreitete die Angabe, der Knabe sei der Sohn eines französischen Grafen „Verdi de Lisle“ und ihm zur Erziehung anvertraut worden; diese Version findet sich noch im Nachruf auf Aaron C. Burr in der New York Times vom 28. Juli 1882. Burr besuchte ein Internat in Bergen, New Jersey und wurde später in New York ein erfolgreicher Juwelenhändler.
1860 schmiedete er gemeinsam mit Anna Carroll einen Plan, in Britisch-Honduras (dem heutigen Belize) eine Kolonie für ehemalige amerikanische Sklaven aufzubauen und legte ihn Abraham Lincoln vor. Der Ausbruch des Amerikanischen Bürgerkrieges machte diese Pläne jedoch hinfällig. Aus dem Projekt entwickelte sich aber die American Honduras Company, die in der britischen Kolonie vor allem im Mahagoni-Handel aktiv wurde.
Burr starb 1882 in New York. Seine Papiere werden in der Bibliothek der Yale University aufbewahrt.